# Kungstorget, Helsingborg

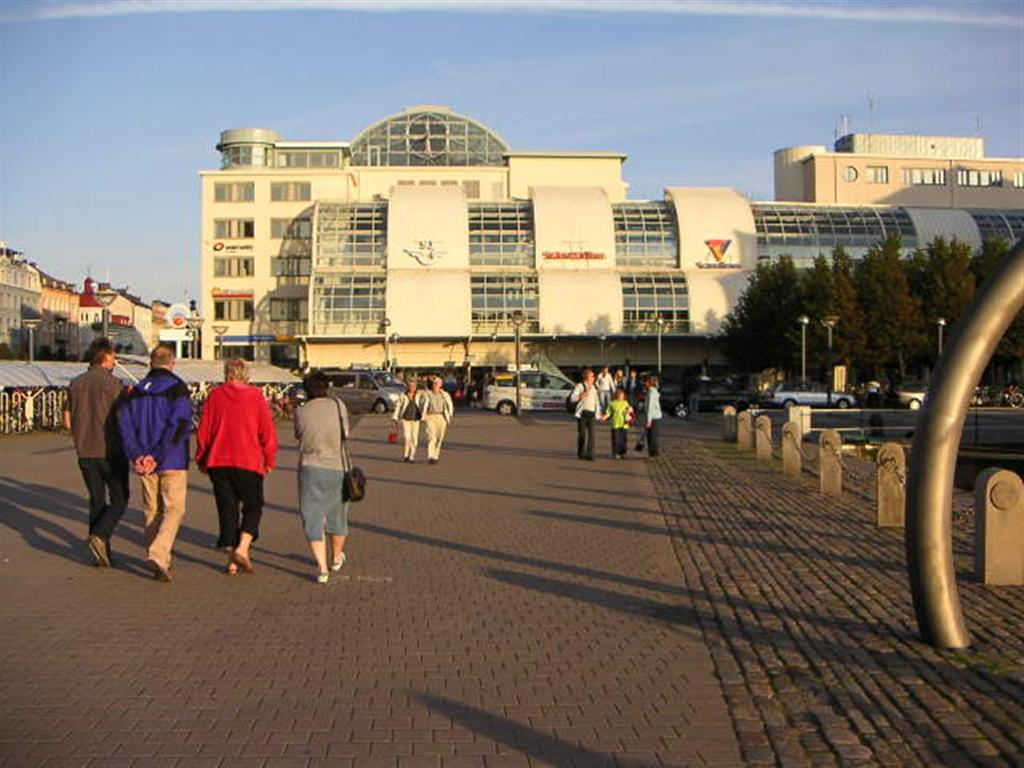
Helsingborgs centralstation sett från Kungstorget.

Kungstorget är ett torg i Helsingborgs centrum, beläget mellan Inre hamnen och Järnvägsgatan. Tidigare benämndes den nuvarande Tycho Brahes plats som Kungstorget, då kungligheter vid flera tillfällen under 1800-talet bott i en byggnad på platsens södra sida. Under särskilda tillfällen, till exempel Helsingborgsfestivalen, används torgytan för olika tillställningar, exempelvis som konsertplats eller öltältsområde.

## Utformning
Torgets södra del lades ut tillsammans med att Knutpunkten byggdes 1991 och består av en u-formad taxigata och tillfällig parkering för passagerare som beger sig till och från stationen. Gatan omger en inre plats som utsmyckas av fontänen Bon Voyage i öster och med en bevakad cykelparkering omgiven av träd i väster. Denna del är mer urban och innesluten då den i söder gränsas av Knutpunkten och i väster av Hotell Marina Plaza. Vid Inre hamnens södra kaj, i platsen norra ände, ligger restaurangbåten S/S Swea förtöjd, vilket även bidrar till inneslutenheten.
Till den norra delens utformning utlystes en tävling, som vanns av Sven-Ingvar Andersson. Efter dennes planer lades torget ut som en öppen yta som på utvalda ställen avskärmas från Järnvägsgatan i öster av halvhöga granitmurar med bänkar vända åt väst och hamnen. Längre norrut på torget förtätas det med hjälp av fler granitmurar, en rad av träd och en kioskbyggnad, ritad av Erik Wikerstål. Kiosken utformades för att likna färjan Kvick, som förband pirarmen Parapeten med Helsingborgs centrum. Kiosken användes från början som turistinformation, men har numera funktion av sommarservering.  efter Torget utsmyckas här av två vattenkonstverk, det ena, ritat av Andersson själv, består av ett ringformat metallrör, som skär genom kajkanten och skjuter ut tre vattenstrålar i hamnbassängen. Det andra har utformats av den danska konstnären Betty Engholm och består av två låga, cirkelformade vattenspel täckta av blått krossat kakel och är beläget i torgets nordligaste del, där torget går ihop med Hamntorget.

### Kungstrappan
Mitt på Inre hamnens östra kajkant finns en trappa som leder ner till vattnet, kallad Kungstrappan. Denna trappa fick sitt namn efter Oscar II, som ofta lade till vid trappan de tillfällen han anlände till Helsingborg med båt för att besöka sitt sommarslott Sofiero. Här mottogs han oftast högtidligt av representanter från staden och dess befolkning. Detta levde sedan vidare då Gustaf VI Adolf bebodde slottet. När det nuvarande svenska kungaparet besökte staden i anledning av dess 900-årsjubileum 1985 mottogs de på samma sätt vid Kungstrappan. Trappan användes dock även för mer vardagliga ändamål, till exempel av fiskebåten Axel, som under en period i mitten av 1900-talet ofta lade till vid trappan för att bedriva fiskförsäljning. Numera lever namnet kvar som en vanlig benämning på kioskens sommarservering.

## Historik
Ytan som torget kom att läggas ut på ligger på utfyllnadsmark, som tillkom redan vid ytbyggnaden av hamnen år 1832, men vid den tiden användes ytan inte som torg. På 1860-talet definierades platsen ytterligare av att boulevarderna Drottninggatan och Järnvägsgatan anlades öster om platsen, samt ytterligare utbyggnad av hamnen. 1885 invigdes Skåne-Hallands järnväg mellan Helsingborg och Halmstad, vilken drogs från Centralstationen i söder, rakt igenom platsen, vilket skapade det så kallade "bangårdseländet" i Helsingborg, där norrgående tåg från Centralstationen var tvungna att i sakta mak färdas rakt genom stadens centrala delar, vilket effektivt delade av Centrum från hamnen. Under denna tiden nyttjades ytan bland annat som uppmarschområde för bilar och tåg som skulle färdas med DSB:s sundstrafik, och när denna flyttats till Färjestationen blev ytan parkering. Detta pågick ända fram till 1991, då frågan äntligen löstes i form av terminalprojektet Knutpunkten, som ersatte de två tidigare stationerna Helsingborg C (som revs) och Helsingborg F (Färjestationen), där järnvägen istället drogs i en tunnel under platsen. Platsen öppnades i och med detta mot hamnen och på så sätt kunde man lägga ut en torgyta.